# Shamrock Bowl Conference 2016
La Shamrock Bowl Conference 2016 è stata la 30ª edizione del campionato irlandese di football americano di primo livello, organizzato dalla IAFL.

## Squadre partecipanti
| Club                      | Città         | Stadio | Sponsor ufficiale | Risultato nella stagione 2015 |
| ------------------------- | ------------- | ------ | ----------------- | ----------------------------- |
| Belfast Trojans           | Belfast       |        |                   |                               |
| Carrickfergus Knights     | Carrickfergus |        |                   |                               |
| Craigavon Cowboys         | Portadown     |        |                   |                               |
| Dublin Rebels             | Dublino       |        |                   |                               |
| North Kildare Reapers     | Kilcock       |        |                   |                               |
| South Dublin Panthers     | Lucan         |        |                   |                               |
| Trinity College           | Dublino       |        |                   |                               |
| University College Dublin | Dublino       |        |                   |                               |
| UL Vikings                | Limerick      |        |                   |                               |

## Stagione regolare

### Calendario

#### 1ª giornata
| Belfield 6 marzo 2016 | University College Dublin | 22 – 0 | Trinity College | UCD Sports Grounds |

#### 2ª giornata
| Carrickfergus 20 marzo 2016 | Carrickfergus Knights | 14 – 0 | South Dublin Panthers | Carrickfergus RFC |

| Belfield 20 marzo 2016 | University College Dublin | 39 – 2 | North Kildare Reapers | UCD Sports Grounds |

| Santry 20 marzo 2016 | Trinity College | 26 – 20 | Craigavon Cowboys | Trinity Sports Grounds |

#### 3ª giornata
| Dublino 3 aprile 2016 | South Dublin Panthers | 6 – 60 | Dublin Rebels | Westmanstown Sports and Conference Centre |

| Santry 3 aprile 2016 | Trinity College | 13 – 15 | UL Vikings | Trinity Sports Grounds |

#### 4ª giornata
| Portadown 10 aprile 2016 | Craigavon Cowboys | 0 – 62 | Belfast Trojans | People's Park |

| Limerick 10 aprile 2016 | UL Vikings | 36 – 0 | North Kildare Reapers | UL Sports Grounds |

#### 5ª giornata
| Rathfarnham 17 aprile 2016 | Dublin Rebels | 36 – 0 | Carrickfergus Knights | Three Rock Rovers Hockey Club |

| Belfield 17 aprile 2016 | University College Dublin | 28 – 7 | Craigavon Cowboys | UCD Sports Grounds |

#### 6ª giornata
| Kilcock 24 aprile 2016 | North Kildare Reapers | 25 – 24 | Trinity College | North Kildare Sports Club |

| Belfast 24 aprile 2016 | Belfast Trojans | 63 – 7 | South Dublin Panthers | Deramore Park |

| Limerick 24 aprile 2016 | UL Vikings | 24 – 8 | University College Dublin | UL Sports Grounds |

#### 7ª giornata
| Dublino 1º maggio 2016 | South Dublin Panthers | 0 – 41 | Carrickfergus Knights | Westmanstown Sports and Conference Centre |

| Santry 1º maggio 2016 | Dublin Rebels | 8 – 25 | Belfast Trojans | Sportslink |

#### 8ª giornata
| Portadown 8 maggio 2016 | Craigavon Cowboys | 13 – 56 | Dublin Rebels | People's Park |

| Kilcock 8 maggio 2016 | North Kildare Reapers | 16 – 26 | Carrickfergus Knights | North Kildare Sports Grounds |

#### 9ª giornata
| Portadown 22 maggio 2016 | Craigavon Cowboys | 8 – 35 | UL Vikings | People's Park |

| Santry 22 maggio 2016 | Dublin Rebels | 50 – 6 | South Dublin Panthers | Sportslink |

| Belfast 22 maggio 2016 | Belfast Trojans | 48 – 0 | North Kildare Reapers | Deramore Park |

#### 10ª giornata
| Limerick 28 maggio 2016 | UL Vikings | 16 – 13 | Belfast Trojans | UL Sports Grounds |

| Carrickfergus 29 maggio 2016 | Carrickfergus Knights | 24 – 7 | Craigavon Cowboys | Carrickfergus RFC |

| Dublino 29 maggio 2016 | South Dublin Panthers | 0 – 25 | University College Dublin | Westmanstown Sports and Conference Centre |

| Santry 29 maggio 2016 | Trinity College | 31 – 0 | North Kildare Reapers | Trinity Sports Grounds |

#### 11ª giornata
| Carrickfergus 5 giugno 2016 | Carrickfergus Knights | 6 – 40 | Belfast Trojans | Carrickfergus RFC |

| Belfield 5 giugno 2016 | University College Dublin | 10 – 10 | UL Vikings | UCD Sports Grounds |

| Santry 5 giugno 2016 | Trinity College | 18 – 38 | Dublin Rebels | Trinity Sports Grounds |

#### 12ª giornata
| Dublino 12 giugno 2016 | South Dublin Panthers | 0 – 51 | Craigavon Cowboys | Westmanstown Sports and Conference Centre |

#### 13ª giornata
| Kilcock 19 giugno 2016 | North Kildare Reapers | 8 – 50 | University College Dublin | North Kildare Sports Club |

| Belfast 19 giugno 2016 | Belfast Trojans | 7 – 8 | Dublin Rebels | Deramore Park |

| Limerick 19 giugno 2016 | UL Vikings | 20 – 6 | Trinity College | UL Sports Grounds |

#### 14ª giornata
| Portadown 26 giugno 2016 | Craigavon Cowboys | 6 – 14 | Carrickfergus Knights | People's Park |

| Kilcock 26 giugno 2016 | North Kildare Reapers | 20 – 0 | South Dublin Panthers | North Kildare Sports Club |

#### 15ª giornata
| Rathfarnham 2 luglio 2016 | Dublin Rebels | 28 – 7 | UL Vikings | Three Rock Rovers Hockey Clu |

| Carrickfergus 3 luglio 2016 | Carrickfergus Knights | 16 – 27 | University College Dublin | Carrickfergus RFC |

| Belfast 3 luglio 2016 | Belfast Trojans | 40 – 7 | Trinity College | Deramore Park |

### Classifica
Le classifiche della regular season sono le seguenti.
- PCT = percentuale di vittorie, G = partite giocate, V = partite vinte,  P = partite perse, PF = punti fatti, PS = punti subiti

#### SBC North
| Pos. | Squadra               | PCT  | G | V | N | P | PF  | PS  |
| ---- | --------------------- | ---- | - | - | - | - | --- | --- |
| 1    | Dublin Rebels         | .875 | 8 | 7 | 0 | 1 | 294 | 82  |
| 2    | Belfast Trojans       | .750 | 8 | 6 | 0 | 2 | 298 | 52  |
| 3    | Carrickfergus Knights | .625 | 8 | 5 | 0 | 3 | 138 | 132 |
| 4    | Craigavon Cowboys     | .125 | 8 | 1 | 0 | 7 | 112 | 244 |
| 5    | South Dublin Panthers | .000 | 8 | 0 | 0 | 8 | 19  | 332 |

#### SBC South
| Pos. | Squadra                   | PCT  | G | V | N | P | PF  | PS  |
| ---- | ------------------------- | ---- | - | - | - | - | --- | --- |
| 1    | University College Dublin | .813 | 8 | 6 | 1 | 1 | 209 | 67  |
| 2    | UL Vikings                | 750  | 8 | 5 | 2 | 1 | 153 | 90  |
| 3    | Trinity College           | .313 | 8 | 2 | 1 | 5 | 129 | 170 |
| 4    | North Kildare Reapers     | .250 | 8 | 2 | 0 | 6 | 74  | 254 |

## Playoff

### Tabellone
|  | Wild Card | Wild Card             | Wild Card     |                 |                 | Semifinali      | Semifinali                | Semifinali |  |  | XXX Shamrock Bowl | XXX Shamrock Bowl | XXX Shamrock Bowl |  |
|  |           |                       |               |                 |                 |                 |                           |            |  |  |                   |                   |                   |  |
|  |           |                       |               |                 |                 | 1S              | University College Dublin | 7          |  |  |                   |                   |                   |  |
|  |           |                       |               |                 |                 | 1S              | University College Dublin | 7          |  |  |                   |                   |                   |  |
|  |           |                       |               | Belfast Trojans | 10              |                 |                           |            |  |  |                   |                   |                   |  |
|  | 2N        | Belfast Trojans       | 31            | Belfast Trojans | 10              |                 |                           |            |  |  |                   |                   |                   |  |
|  | 2N        | Belfast Trojans       | 31            |                 |                 |                 |                           |            |  |  |                   |                   |                   |  |
|  | 3N        | Carrickfergus Knights | 16            |                 |                 |                 |                           |            |  |  |                   |                   |                   |  |
|  | 3N        | Carrickfergus Knights | 16            |                 | Belfast Trojans | Belfast Trojans | 7                         |            |  |  |                   |                   |                   |  |
|  |           |                       |               |                 |                 |                 |                           |            |  |  |                   |                   |                   |  |
|  |           |                       | Dublin Rebels | Dublin Rebels   | 12              |                 |                           |            |  |  |                   |                   |                   |  |
|  |           |                       |               | Dublin Rebels   | 12              |                 |                           |            |  |  |                   |                   |                   |  |
|  |           |                       |               |                 |                 |                 |                           |            |  |  |                   |                   |                   |  |
|  |           |                       |               |                 |                 |                 |                           |            |  |  |                   |                   |                   |  |
|  |           | 1N                    | Dublin Rebels | 20              |                 |                 |                           |            |  |  |                   |                   |                   |  |
|  |           |                       |               | 20              |                 |                 |                           |            |  |  |                   |                   |                   |  |
|  |           |                       |               | UL Vikings      | 12              |                 |                           |            |  |  |                   |                   |                   |  |
|  | 2S        | UL Vikings            | 7             | UL Vikings      | 12              |                 |                           |            |  |  |                   |                   |                   |  |
|  | 2S        | UL Vikings            | 7             |                 |                 |                 |                           |            |  |  |                   |                   |                   |  |
|  | 3S        | Trinity College       | 6             |                 |                 |                 |                           |            |  |  |                   |                   |                   |  |

### Wild Card
| Belfast 17 luglio 2016 | Belfast Trojans | 31 – 16 | Carrickfergus Knights | Deramore Park |

| Limerick 17 luglio 2016 | UL Vikings | 7 – 6 | Trinity College | UL Sports Grounds |

### Semifinali
| 24 luglio 2016 | Dublin Rebels | 20 – 12 | UL Vikings |  |

| 24 luglio 2016 | University College Dublin | 7 – 10 | Belfast Trojans |  |

### XXX Shamrock Bowl
| Tallaght 7 agosto 2016, ore 15:00 | Dublin Rebels | 12 – 7 | Belfast Trojans | Tallaght Stadium |

## Verdetti
- Dublin Rebels Campioni dell'Irlanda 2016